# Habijt van cisterciënzerinnen

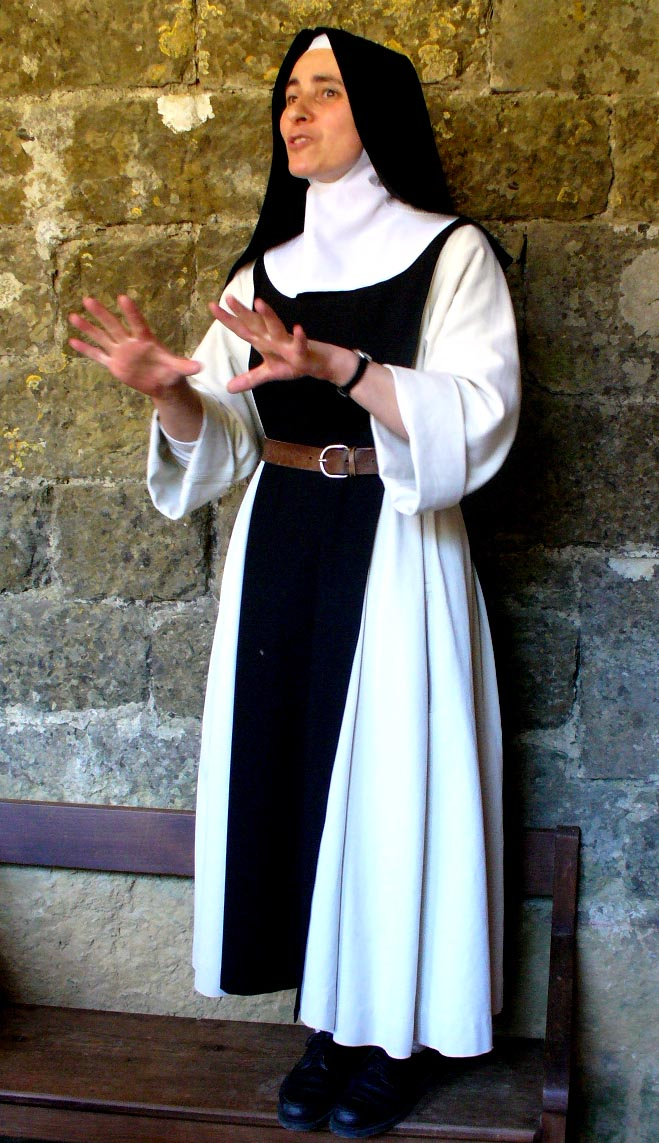
Cisterciënzerin Zuster Odille van de abdij te Rieunette (F)

Het Habijt van cisterciënzerinnen (of cisterciënzer monialen) bestaat theoretisch uit hetzelfde kleed als de monniken van Cîteaux (cisterciënzers) : een lang wit kleed, een zwarte scapulier en een zwarte riem. Als hoofddeksel dragen ze een zwarte sluier.
Voor het koorgebed trekken ze over hun kleding nog een kovel. De lekenzusters dragen een bruine pij. Bij de monialen is er nooit eenvormigheid in de kleding geweest binnen de orde. De vrouwelijke zin voor klederdracht brengt met zich mee dat iedere abdij haar eigen kledij heeft.
De dames van de abdij van Herkenrode voelden zich zeer vrij ten opzichte van de ordevoorschriften op dit punt. De monialen van Herkenrode droegen gewoonlijk een wit kleed met zwarte sluier, ze droegen geen scapulier.
In 1725 vaardigde Edmond Perrot (1722-1727), generaal-abt van Cîteaux, een ordonnantie uit, waarin hij aan alle monialen van de orde te kennen gaf dat zij verplicht waren het cisterciënzerinnenhabijt te dragen. Zijn opvolger Andoche Pemot (1727-1748) stuurde een ordonnantie aan de abdissen en zusters van het land van Luik. De ordonnantie vermeldde uitdrukkelijk de verplichting om het scapulier te dragen. Te Herkenrode weigerden abdis en monialen zich aan dit bevel te onderwerpen.
In augustus 1732 was de abt van Aulne te Herkenrode aanwezig voor een canoniek bezoek. Hij liet de ordonnantie in het bijzijn van de ganse kloostergemeenschap voorlezen en spoorde de zusters aan tot gehoorzaamheid; ontgoocheld stuitte hij op een categorieke weigering van abdis Barbara de Rivière.
In zijn rapport schreef de abt van Aulne:
...puis avons indiqueé I'heure du scrutin, pendant lequel avons interrogé et examiné chaque dame en particulier sur I'observance regulière et sur la soumission, qu'elles devoient à une ordonnance aussi respectable que celle du révérendissime général de Cisteaux, et aux règlements cy-devant fait par le très révérend abbé de Clairvaux, leur père immédiat, et les avons trouvé a notre grand regret être fort opposés, à la reserve de quelques unes, et le 27 du dit mois sommes entrés au chapitre où en présence de madame I' abbesse et de toute la communauté leur avons fait une exhortation la plus patétique, qu 'il nous à été possible pour les porter à la soumission et obéissance de la dite ordonnance, ce qu'ayant fini avons derechef demandé à madame I'abbesse si elle s'y soumettoit et ayant repondu, non, et persistante dans son refus nous n 'y avons pas été peu sensibles, voyant que les effets ne répondaient point à nos esperances...

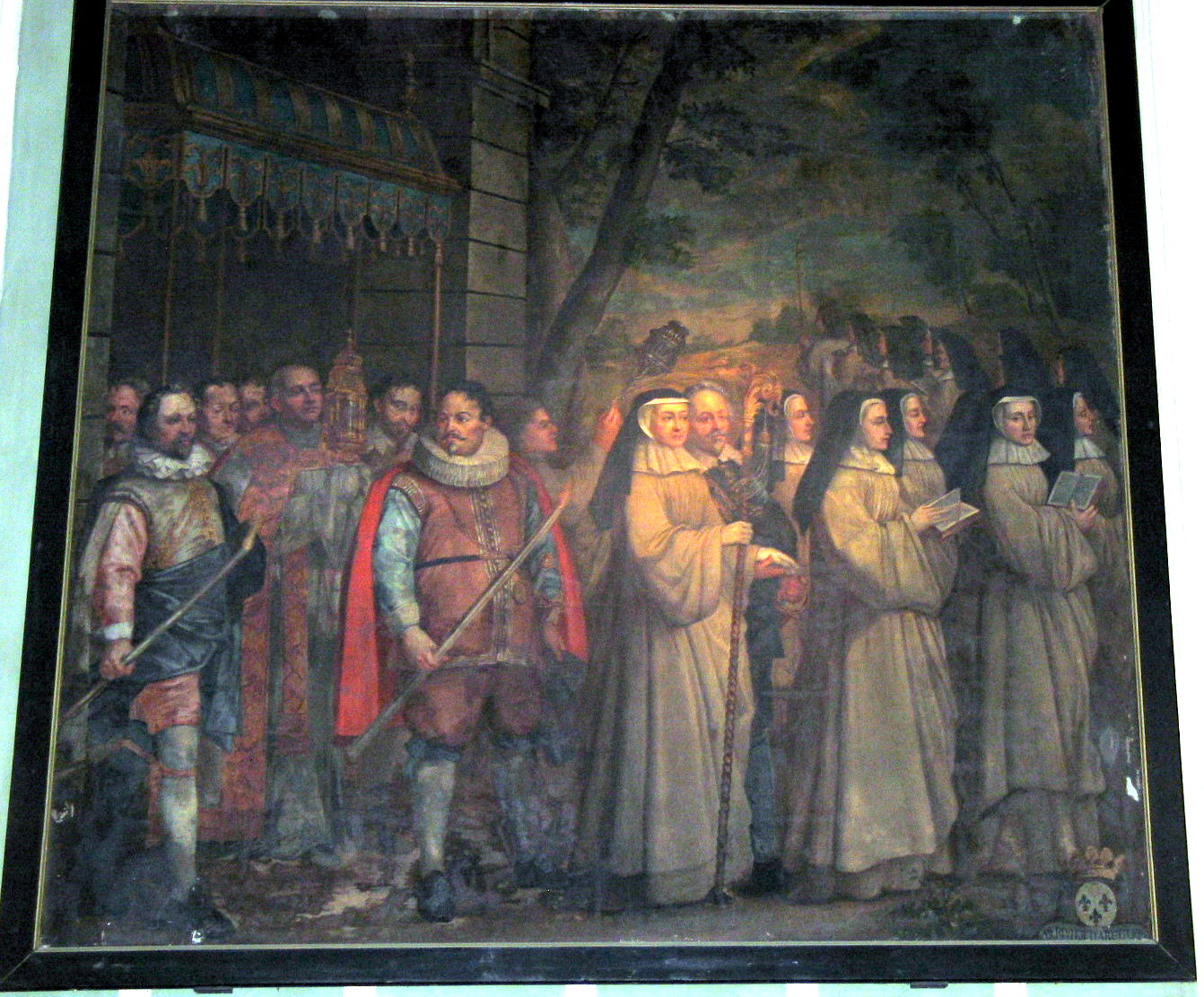
Schilderij, nu in de kathedraal te Hasselt, die de cisterciënzerinnen van de abdij van Herkenrode tijdens de sacramentsprocessie toont

Vrij vertaald uit het 18e-eeuwse Frans:
... wij hebben toen het uur bepaald voor het onderzoek tijdens hetwelk wij elke dame afzonderlijk hebben ondervraagd en gehoord in verband met het onderhouden van de kloosterregel en de onderwerping die zij verschuldigd zijn aan een zo respectabele ordonnantie als die van de zeer eerbiedwaardige generaal-abt van Cîteaux en aan de vermelde reglementering, uitgevaardigd door de eerbiedwaardige abt van Clairvaux, hun onmiddellijke overste, en hebben tot onze grote spijt vastgesteld hoe zij, op enkelen na, daar weerbarstig tegenover stonden. De 27e van voornoemde maand zijn wij naar het kapittel gegaan waar wij in het bijzijn van de abdis en van de hele gemeenschap hen op de meest pathetische wijze hebben aangemaand om hen te bewegen tot onderwerping en gehoorzaamheid aan de voornoemde ordonnantie waarna wij nogmaals aan mevrouw de abdis hebben gevraagd of zij zich wilde onderwerpen. Haar antwoord was ‘neen’ en zij volhardde in haar weigering. Het heeft ons niet weinig getroffen te moeten vaststellen dat wij niet hadden bereikt wat wij verhoopten ...
Zoals hun medezusters van de abdij van Hocht (gemeente Lanaken) hebben de monialen van Herkenrode tegen de ordonnantie van de generale abt beroep aangetekend te Rome.
Een schilderij in de Sint-Quintinuskathedraal in Hasselt stelt de sacramentsprocessie van Herkenrode voor met abdis Barbara de Rivière en de dames die het H. Sacrament vergezellen. Allen dragen een wit kleed met riem, maar geen scapulier.
Een historisch niet controleerbaar "feitje": de reden waarom de dames van Herkenrode zich verzetten tegen het dragen van een scapulier was, dat daardoor de mooie vrouwelijke vormen van de jonge zusters niet tot uiting kwamen.